# Letiště Pulkovo
Letiště Pulkovo (rusky Аэропорт Пулково - Aeroport Pulkovo; IATA: LED, ICAO: ULLI) je mezinárodní letiště obsluhující ruské město Petrohrad. Letiště slouží jako uzlové letiště leteckých společností Rossiya Airlines a Ural Airlines. V roce 2012 bylo třetím nejrušnějším letištěm v Rusku s počtem cestujících přibližně 11,2 milionu. Tvoří ho dva terminály: Pulkovo - 1 (na vnitrostátní lety) a Pulkovo - 2 (na mezinárodní lety). Pulkovo - 1 se nachází 20 km jižně od centra města a Pulkovo - 21,7 km jižně od centra města.

## Historie
Původní název letiště byl Šosejnaja, podle jména nedaleké železniční stanice. Stavba letiště se začala v roce 1931 a byla dokončena 24. června 1932. První letadlo (z Moskvy) přistálo na letišti téhož dne kdy bylo dokončeno, přičemž převáželo cestující i poštu.
Během druhé světové války bylo letiště uzavřeno, protože město obléhali nacisté. Nedaleké Pulkovské výšiny byly obsazeny nacisty a jejich dělostřelectvo odtud denně Leningrad bombardovalo. Nacisté z letiště ustoupili v roce 1944 a po opravě vzletové a přistávací dráhy byl provoz v roce 1945 obnoven.
V únoru 1948 byly poválečné škody kompletně opraveny a letiště bylo opět v pravidelném osobním provozu. Už o rok později, v roce 1949, byly prováděny pravidelné lety do 15 největších měst v SSSR a 15 letů na krátké vzdálenosti do severozápadního Ruska.
V roce 1951 bylo přepracováno letiště tak, aby terminál dokázal zvládnout i větší letadla. V polovině 50. let byla dokončena nová rozšířená vzletová a přistávací dráha, která umožňovala přistát i větším letadlům jako Iljušin Il-18 a Tupolev Tu-104. V roce 1965 byly realizovány první normy ICAO umožňující mezinárodní dopravu. Starý terminál později obsluhoval mezinárodní lety, zatímco nový terminál Pulkovo-1 domácí lety.
Letiště se v roce 1973 přejmenovalo na Letiště Pulkovo, ale kód IATA "LED" zůstal stejný podle Leningradu.